# Spoorlijn Borken - Burgsteinfurt
De spoorlijn Borken - Burgsteinfurt is een voormalige spoorlijn in de Duitse deelstaat Noordrijn-Westfalen.

## Geschiedenis
De lijn werd in 1902 geopend en had een lengte van 54,5 kilometer. De spoorlijn is aangelegd door de Westfälische Landes-Eisenbahn (WLE) onder de naam Nordbahn. Tot de Nordbahn behoorde ook de zijlijn van Stadlohn naar Vreden. De WLE heeft de lijn geëxploiteerd tot 1984. Daarna ging de exploitatie op het laatste restant van de lijn over op de Deutsche Bundesbahn, maar bleef de lijn eigendom van de WLE.
In 1951 kwam een sneltrein, de Grenzlandexpress, over een groot deel van het traject te rijden van Bentheim en Gronau via Ahaus en Borken naar Düsseldorf. Als eerste werd op 31 mei 1958 het personenverkeer op de zijlijn Stadtlohn - Vreden stilgelegd. Vervolgens werden per 30 september 1962 de doorgaande treinen van Borken naar Burgsteinfurt uit de dienstregeling gehaald en reed er alleen nog de Grenzlandexpress. Deze sneltrein is blijven rijden tot 27 september 1975.
Op 31 december 1972 werd het baanvak Burgsteinfurt - Ahaus gesloten voor goederenvervoer. Deze spoorlijn is in 1984 opgebroken, op een klein stukje in Ahaus na, ten behoeve van lokale industrie. Vanaf 27 september 1975 werd ook het baanvak Ahaus - Stadtlohn gesloten om in 1984 te worden opgebroken. Op 29 januari 1988 reed de laatste trein op het baanvak Vreden - Stadtlohn - Borken. 9 februari van hetzelfde jaar is de afbraak van het laatste gedeelte van de Nordbahn begonnen..
Lokale initiatieven in Stadlohn hebben vanaf 1984 nog geprobeerd de spoorlijn te behouden en kwamen onder meer met een ideeën voor een museumspoorlijn Stadlohn - Borken - Winterswijk, eventueel beperkt tot Stadlohn - Weseke. Nu heeft men in het oude station van Stadlohn een museum ingericht over de Westfälische Landes-Eisenbahn.